# Davide Croff
Davide Croff (Venezia, 1º ottobre 1947) è un banchiere, dirigente pubblico e privato italiano.

## Biografia
Si è laureato in Economia e Commercio presso l'Università Ca' Foscari di Venezia. Tra il 1974 e il 1979 ha ricoperto l'incarico di funzionario presso la Banca d'Italia e nel decennio successivo è stato dirigente e responsabile all'interno del Gruppo Fiat.
Nel 1989 è stato nominato vice direttore generale della Banca Nazionale del Lavoro, presso la quale ha inoltre ricoperto l'incarico di amministratore delegato dal novembre 1990 al giugno 2003. È stato inoltre presidente della Fondazione Biennale di Venezia nel triennio 2004-2007, e attualmente presiede Permasteelisa ed è membro del consiglio di amministrazione di Snam Rete Gas.

## Impiego in BNL (1990-2003)

### Dall'ingresso in BNL al ruolo di amministratore delegato
Davide Croff è entrato in BNL il 15 giugno 1989 in qualità di vicedirettore generale BNL, lasciando il ruolo di direttore finanziario di FIAT holding.
Da questa nuova posizione ha dovuto affrontare la difficile situazione in BNL determinatasi con l'emergere della vicenda dell'esposizione creditizia di BNL, tramite la filiale di Atlanta guidata da Cristopher (Chris) Drogoul, verso l'Iraq di Saddam Hussein, emersa a seguito di un'investigazione dell'FBI il 5 agosto 1989, che rivelava in quella filiale grandi prestiti fuori dalla contabilità ufficiale, prestiti che superavano di gran lunga i limiti stabiliti in relazione ai depositi, e che avevano esposto BNL per 4.000 miliardi di lire (recuperati parzialmente da BNL solo tra il 2004 e il 2006 a seguito degli accordi sulla ristrutturazione del debito Iracheno). Il "terremoto" conseguente alla diffusione delle notizie su Atlanta portò alle dimissioni del presidente di BNL Nerio Nesi e il direttore generale Giacomo Pedde e a una situazione di grande incertezza nel gruppo bancario controllato dal Tesoro. Le posizioni di Nerio Nesi e Giacomo Pedde rispetto agli illeciti di Atlanta furono successivamente archiviate dalla procura di Roma, in quanto nessuno dei due aveva commesso alcun illecito. Solo per Christopher Drogoul, direttore della filiale di Atlanta, e per il vicedrettore della stessa Paul von Wedel fu chiesto il rinvio a giudizio. Davide Croff fu incaricato di recarsi ad Atlanta ad esaminare le finanze del gruppo in quell momento difficile e di dare assicurazioni alla finanza internazionale della solidità di BNL.
A Nerio Nesi il Tesoro sostituì come presidente Giampiero Cantoni, professore di servizi bancari e marketing internazionale alla Bocconi nonché banchiere di successo, mentre come direttore generale Pedde fu sostituito da Paolo Savona, celebre economista di Bankitalia, collaboratore di Guido Carli e ex direttore generale di Confindustria. Paolo Savona lasciò nel giro di poco tempo l'incarico per occuparsi della presidenza del fondo interbancario di garanzia e Davide Croff riceveva quindi il titolo di amministratore delegato, che sostituiva quello di direttore generale, assieme ad Umberto d’Addosso.

### Il progetto INA-Banco di Napoli-BNL e la privatizzazione di BNL
Nel 1994 BNL affrontò il “terremoto” conseguente alla improvvise dimissioni di Giampiero Cantoni, legate ad un'inchiesta assolutamente estranea però alla vicenda di BNL, ma connessa a supposte tangenti versate in cambio di agevolazioni nel rilascio di permessi edilizi nel commune di Segrate, e che aveva visto Cantoni indagato assieme a molti altri nomi noti dell'imprenditoria e della politica Milanese. Il 17 febbraio 1994, in sostituzione quindi di Cantoni fu chiamato l'economista e dirigente della Banca d'Italia Mario Sarcinelli, passato alla Banca Europea per la Ricostruzione e lo Sviluppo come vicedirettore. A Croff furono attribuite la deleghe ai mercati monetary, ai titoli, ai mercati primari, alla finanza d'impresa, alle resti estere e alle istituzioni finanziarie. La grande sfida per BNL in quegli anni emerse con la crisi finanziaria del Banco di Napoli, evidenziata dall'arrivo degli ispettori di Banca d'Italia a Via Toledo nel Febbraio 1995 a seguito della morte del presidente della stessa Ferdinando Ventriglia.
Il banco di Napoli fu commissariato dallo Stato e si profilò un piano di acquisto del Banco per costituire un grande polo bancario che fosse comprensivo di Banco di Napoli, INA e BNL. Il fatto che BNL assieme a INA detenesse il 60% di Banco di Napoli tramite Inassit (poi Banco di Napoli holding spa) sembrava quindi foriero del progetto di riorganizzazione dei due istituti in un unico grande gruppo bancario auspicato da molti economisti e anche dal primo ministro Romano Prodi, ma soprattutto dal ministro del tesoro Carlo Azeglio Ciampi. A seguire quest' operazione sul fronte BNL fu "confermato" il "tandem" Sarcinelli-Croff.
All'acquisto doveva far seguito, tramite un iter condiviso, la fusione delle tre realtà fiscali e la parallela privatizzazione di BNL, in un'ottica di ricapitalizzazione e rilancio della banca. La concentrazione del progetto nelle mani di Croff del progetto di fusione, a seguito di disaccordi tra l'amministrazione di INA e Mario Sarcinelli, portò alla clamorosa rassegnazione di dimissioni di Sarcinelli il 2 luglio 1998. Sarcinelli fu sostituito da Luigi Abete, che successivamente traghetterà BNL nel grande gruppo finanziario BNP Paribas.
Alla fine BNL fu però “polverizzata sul mercato” per il 72.1%, con il Tesoro che teneva una quota di 2.5%, mentre il “nocciolo duro” emergeva molto diverso da quello prospettato inizialmente: INA rilevava solo il 7.5%, la Banca Popolare di Vicenza il 7.8% e il Banco de Bilbao e Vizcaya, BBV, il 10.1%.
Anche se secondo alcuni il processo di privatizzazione non creò quel “polo bancario” auspicato dal Tesoro, BNL nel complesso uscì una banca più forte.
“BNL non è più una zitella”, spiegò Croff a Repubblica nel 2000, “non è più quella signorina malandata alla ricerca di qualcuno che la soccorra”, ma con un utile netto consolidato in crescita del 20% annuo era “una ragazza da marito che comincia a piacere ed ha diversi spasimanti”. Le dichiarazioni facevano seguito all'ottimo utile netto conseguito nel 1999.

### Fallimento della fusione con MPS e uscita dal gruppo
Gli equilibri fiscali cambiarono con l'assorbimento di INA da parte di Assicurazioni Generali nel 2000, che portarono le quote di BNL detenute da INA quindi sotto il controllo di Generali, ma vincolando questo alla cessione delle quote della stessa in BNL e in Fondiaria Assicurazioni. Il risiko bancario che seguì portò all'ipotesi o di un controllo di BNL da parte del Monte dei Paschi di Siena, messo al voto come ipotesi a Siena nel Consiglio di amministrazione della banca
del Gennaio del 2000, e opzione fortemente caldeggiata da Antonio Fazio, governatore di Bankitalia, o viceversa di un'operazione simile intrapresa da Unicredito, la grande banca Milanese capitanata da Lucio Rondelli e Alessandro Profumo, e ispirata ad un accordo con BBV. Parlando dell'unione con Monte Paschi di Siena, Croff dichiarò che “il governatore l'ha indicata come un'operazione importante e possibile” aggiungendo come fosse “nostro dovere verificare a fondo questa possibilità”.
MPS acquisì dalla Banca Popolare di Vicenza di Gianni Zonin, che deteneva il 7.8% di BNL, il 4.5 % di BNL, e firmò un patto che vincolava la Banca Popolare di Vicenza a non vendere il suo restante 3.38% se non rispettando diverse condizioni, che inserivano ad esempio un diritto di prelazione a favore di MPS. "Repubblica" però attribuì a Croff una certa contrarietà all'operazione, riferendo che sarebbe stato spalleggiato in questo da Vincenzo Maranghi di Mediobanca e dal direttore generale del Tesoro Domenico Siniscalco.
L'operazione, complici anche una complessa situazione interna di MPS, impegnata dall'acquisto di Banca Agricola Mantovana e Banca Toscana, dall'ingresso di Caltagirone e Gnutti, e dalla discesa della quota di controllo di Fondazione sotto il 50%, sfumò, mentre dentro BNL emergeva un nuovo gruppo azionistico grazie all'ingresso della società finanziaria Dorint di Diego Della Valle. Questo alterava gli equilibri societari, e Davide Croff non riteneva più di poter esprimere al meglio le intenzioni del nuovo equilibrio finanziario, uscendo quindi nel Giugno del 2003.